# Leo van Ohrid
Leo van Ohrid (†1056) was aartsbisschop van Ohrid. Zijn brief was de druppel die de emmer deed overlopen in de geschillen tussen de oosters-orthodoxe kerken en de Rooms-Katholieke Kerk.

## Voorval
In een brief aan Johannes, aartsbisschop van Trani ventileerde hij zijn ongenoegen over de religieuze vervreemding tussen Oost en West.
Hij ergerde zich aan sommige gebruiken in de westerse kerk, zoals : het eten van gewurgd vlees met bloed, het vasten op zaterdag ( dit in tegenstelling met de besluiten van het Concilie van Trullo), het gebruik van ongedesemd brood (azyma) bij het vieren van de eucharistie, …
De brief kwam uiteindelijk bij paus Leo IX terecht en werd vertaald van het Grieks naar het Latijn door Humbertus van Silva Candida. In 1054 stuurde de paus Humbertus naar Constantinopel om de zaak uit te klaren, met desastreuze gevolgen: de excommunicatie van patriarch Michaël I van Constantinopel en de breuk tussen Oost en West.